# Hans von Arnim (Landvogt)
Hans von Arnim (* 1495; † 1552) war Landvogt der Uckermark.

## Leben
Der Vater Henning (III.) von Arnim (1445–1501) war Landvogt der Uckermark, die Mutter Anna von Bredow (1451/52–1501/02) war eine Enkelin von Hasso II. von Bredow, der Landeshauptmann von Brandenburg gewesen war. Hans wuchs auf der elterlichen Burg in Gerswalde auf. 1506 erwarb er mit zwei Cousins Zehdenick, 1516 kaufte er deren Anteile auf. In jenem Jahr heiratete er auch.
In den folgenden Jahren war Hans von Arnim als kurfürstlicher Rat für Joachim I. unterwegs, er begleitete ihn unter anderem auf dem Reichstag zu Worms 1521 zu dessen Belehnung.
1528 tauschte Hans von Arnim auf dessen Wunsch seinen Sitz in Zehdenick gegen Boitzenburg und begründete damit die Herrschaft der Familie dort bis 1945. Von 1534 ist seine erste Erwähnung als Landvogt der Uckermark bekannt.
Im Januar 1536 visitierte Hans von Arnim auf Anordnung von Kurfürst Joachim II. neun uckermärkische Städte und Klöster und deren Besitz. Ende des Jahres wurde er zum Landvogt der Uckermark auf Lebenszeit berufen. 1538 erhielt er das ehemalige Nonnenkloster Boitzenburg mit sämtlichen Besitzungen als Eigentum, 1541 außerdem das Kloster Himmelpfort zunächst für zehn Jahre.
Hans von Arnim war in dieser Zeit einer der wichtigsten Vertrauten des Kurfürsten. 1541 war er für die Zeit von dessen Aufenthalt beim Reichstag Statthalter der Mark, 1542 begleitete er ihn zu einem weiteren Reichstag.
Anfang 1552 verfasste er sein Testament, Ende des Jahres war er verstorben.

## Ehe und Nachkommen
Hans von Arnim war mit Elisabeth von Bülow verheiratet. Von ihnen sind drei Kinder bekannt:
- Curd von Arnim (1540–1586)
- Bernd von Arnim auf Boitzenburg (1542–1611), wurde Landvogt der Uckermark, dessen Sohn Hans Georg von Arnim wurde General
- Anna von Arnim († 1599)